# Anisha Vekemans
Anisha Vekemans (Lommel, 17 d'agost de 1991) és una ciclista belga professional des del 2010 i actualment a l'equip Alé Cipollini.

## Palmarès
- 2009
  -  Campiona de Bèlgica júnior en contrarellotge
- 2015
  - Vencedora d'una etapa al Trofeu d'Or